# Pneumatopteris remotipinna
Pneumatopteris remotipinna är en kärrbräkenväxtart som först beskrevs av Roland Napoléon Bonaparte, och fick sitt nu gällande namn av Holtt. Pneumatopteris remotipinna ingår i släktet Pneumatopteris och familjen Thelypteridaceae. Inga underarter finns listade.